# Arne Jacobsen
Pour les articles homonymes, voir Jacobsen.
Arne Jacobsen (11 février 1902 - 24 mars 1971, Copenhague, Danemark) est un architecte et designer danois. Ses travaux comptent parmi les plus importants du courant fonctionnaliste danois, lequel, à l'instar de Le Corbusier ou Walter Gropius, prônait une architecture rationnelle et fonctionnelle. Le design développé par Arne Jacobsen a posé les bases du modernisme organique scandinave et son influence est encore très présente aujourd'hui. Nous associons toujours de nos jours le design scandinave aux formes simples, élégantes et fonctionnelles associées à des matériaux naturels et confortables tel que Arne Jacobsen lui-même le concevait.

## Parcours
Jusqu'en 1924, Arne Jacobsen reçoit une formation en maçonnerie au Collège Technique de Copenhague. Il sera admis plus tard au cours d'architecture de l'Académie Royale Danoise des Beaux-Arts, d'où il sort diplômé en 1927. En 1929 il remporte avec son collègue et ami Flemming Lassen un concours portant sur la maison de l'avenir, avec un projet visionnaire d'habitation pivotant sur un axe pour suivre le mouvement du soleil. De 1927 à 1929, il travaille pour le bureau d'architecture de Paul Holsoe mais fonde rapidement sa propre agence, en 1930, pour laquelle il travaillera jusqu'à sa mort. Il y développera notamment des projets d'architecture, de décoration, de mobilier mais aussi de textile et de céramique. 

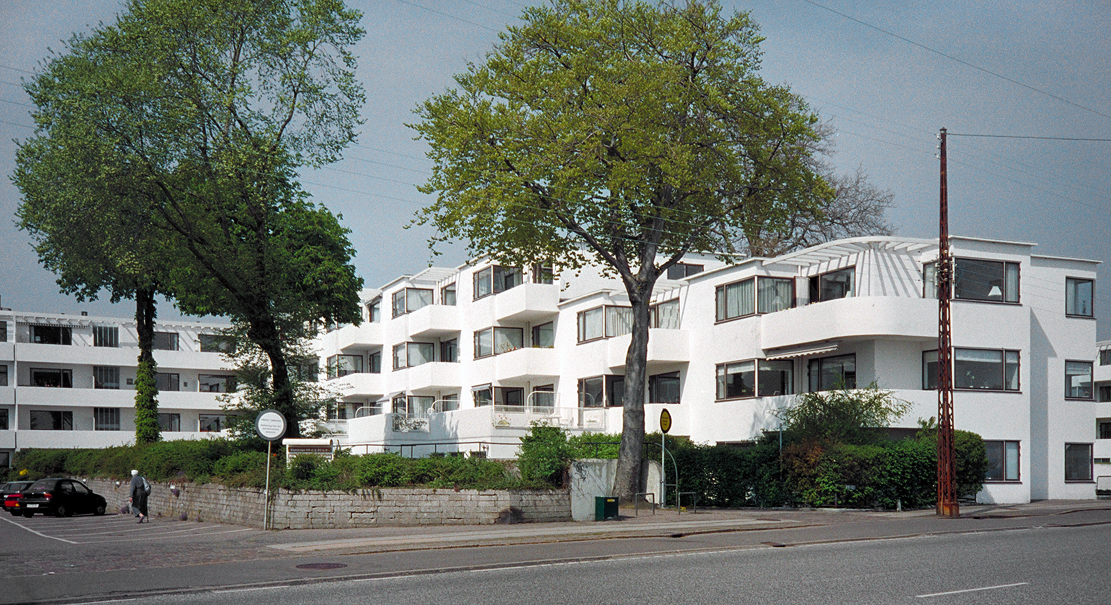
Complexe Bellavista, façade sud

L'une de ses premières créations indépendantes est l'immeuble d'habitation de Bellavista à Klampenborg (1930-1934), dans la banlieue de Copenhague; cette réalisation contribuera à la renommée d'Arne Jacobsen et établira sa réputation de Le Corbusier danois. Dans le domaine du design, un de ses grands succès commerciaux est la chaise Ant (Fourmi), Modèle 3100 de 1952, qui fut dessinée à l'origine pour un laboratoire pharmaceutique. est composée d'un dossier et d'une assise en contreplaqué moulé et de pieds faits de fins tubes d'acier, qui en font un objet extrêmement léger. Arne Jacobsen développe peu après une gamme de chaises dénommée Series 7 qui est commercialisée en 1955. Ces chaises sont encore pourvues d’une assise en contreplaqué. Différentes variantes propose un gainage en cuir, des accoudoirs ou encore un piètement à roulettes. Les séries 7 sont devenues les chaises de conception danoise les plus vendues dans le monde, produites à près de 5 millions d'exemplaires ; c'est aussi une des chaises les plus copiées.

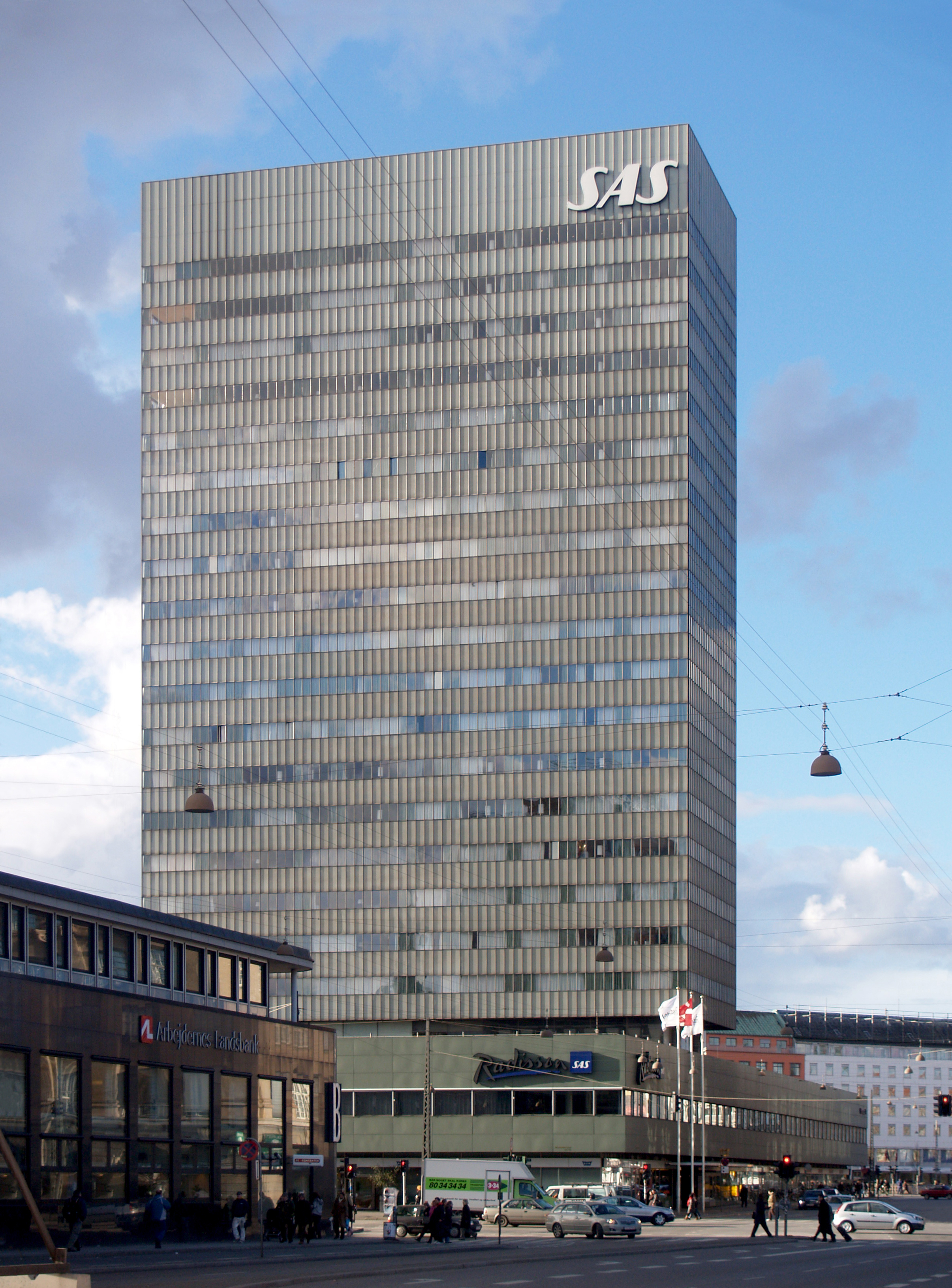
SAS Royal Hotel, Copenhague.

Une autre de ses réalisations majeures est le SAS Royal Hotel de Copenhague, construit entre 1958 et 1960, qu'il dessina du bâtiment aux poignées de portes et pour qui il créa en 1958 trois modèles de fauteuils, eux aussi fameux, dont Egg, Swan (Cygne) et Gryden fauteuil et canapé (rebaptisé The Pot plus tard). Il consacre cinq ans à l'établissement. 
Bien qu’il aime travailler le bois et les matières synthétiques, son matériau de prédilection reste l’acier, qu’il décline en formes simples et rigoureuses. La série Cylinda-Line de 1967, composée de pichets cylindriques et de plats, en témoigne. Le design des couverts utilisés dans le film 2001, l'Odyssée de l'espace (1968) s'inspire directement des créations de Jacobsen. Le plus grand projet de Arne Jacobsen à l’étranger a été le St-Catherine’s College d’Oxford de 1964 à 1966, et sa fameuse chaise Oxford. Il a aussi beaucoup travaillé en Allemagne, il y a réalisé par exemple le nouvel hôtel de ville de Mayence, l'entrée du Hannover Concert Hall et le pavillon administratif de la centrale électrique de Hambourg. Mais c'est surtout au Danemark qu'il a laissé le plus grand nombre d'architectures : des immeubles, des maisons, des théâtres, des écoles, des hôtels ou encore des usines.
Son travail sera distingué par de nombreux prix internationaux comme le Diplôme d’honneur de la Xe siècleTriennale  de Milan en 1954 et à titre posthume l'International Design Award au Japon en 1991. En 1956, il devient professeur à l'Académie Royale Danoise des Beaux-Arts de Copenhague. Plus de 30 ans après son décès, le design danois reste encore marqué par son empreinte et Fritz noob vient de rééditer des modèles de chaises.

## Réalisations
- 1931 - 1934 : complexe de logements sociaux Bellavista, Klampenborg, Danemark
- 1935 - 1936 : Bellevue Teatret, Bellevue Strand, Klampenborg, Danemark
- 1936 : Station-service de Skovshoved, Skovshoved, Danemark
- 1934 - 1937 : Stellings Hus, 6 Gammeltorv, Copenhague, Danemark
- 1938 - 1942 : mairie de Søllerød, Søllerød, Danemark (en collaboration avec Flemming Lassen)
- 1939 - 1942 : Hôtel de ville d'Aarhus, Aarhus, Danemark (en collaboration avec Erik Møller)
- 1946 - 1950 : lotissement de maisons individuelles de Søholm, Klampenborg, Danemark
- 1949 - 1953 : complexe de logements sociaux Alléhusene, Gentofte, Danemark
- 1952 - 1956 : mairie de Rødovre, Rødovre, Danemark
- 1957 : école Munkegaard, Gentofte, Danemark
- 1958 : mairie de Glostrup, Glostrup, Danemark
- 1958 - 1960 : SAS Royal Hotel, Copenhague, Danemark
- 1961 : Usine de fabrication de chocolats Toms, Ballerup, Copenhague, Danemark
- 1962 : Parlement du Pakistan, Islamabad, Pakistan
- 1965 : salle omnisports de Landskrona, Landskrona, Suède
- 1964 - 1966 : St Catherine's College, Oxford, Royaume-Uni
- 1965 - 1970 : Banque nationale du Danemark, Copenhague, Danemark
- 1970 : Siège de Vattenfall Europe, Hambourg, Allemagne
- 1970 - 1971 : Gymnasium Christianeum, Hambourg, Allemagne
- 1966 - 1973 : hôtel de ville de Mayence, Allemagne
- 1966 - 1976 : mairie de Castrop-Rauxel, Castrop-Rauxel, Allemagne
- 1976 - 1977 : Ambassade Royale du Danemark, Londres, Royaume-Uni

## Galerie

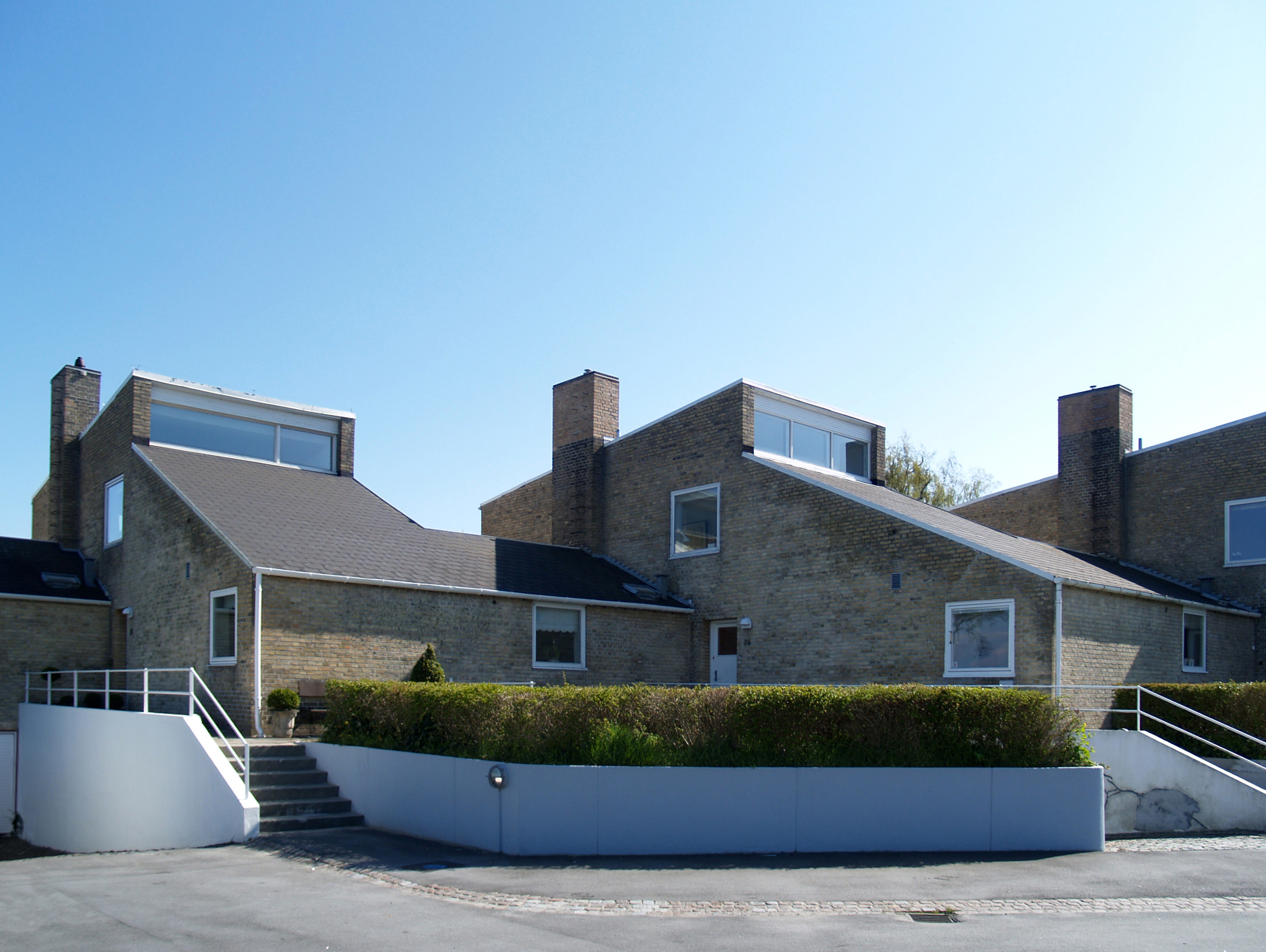
Lotissement Søholm, Klampenborg, 1946-1950.
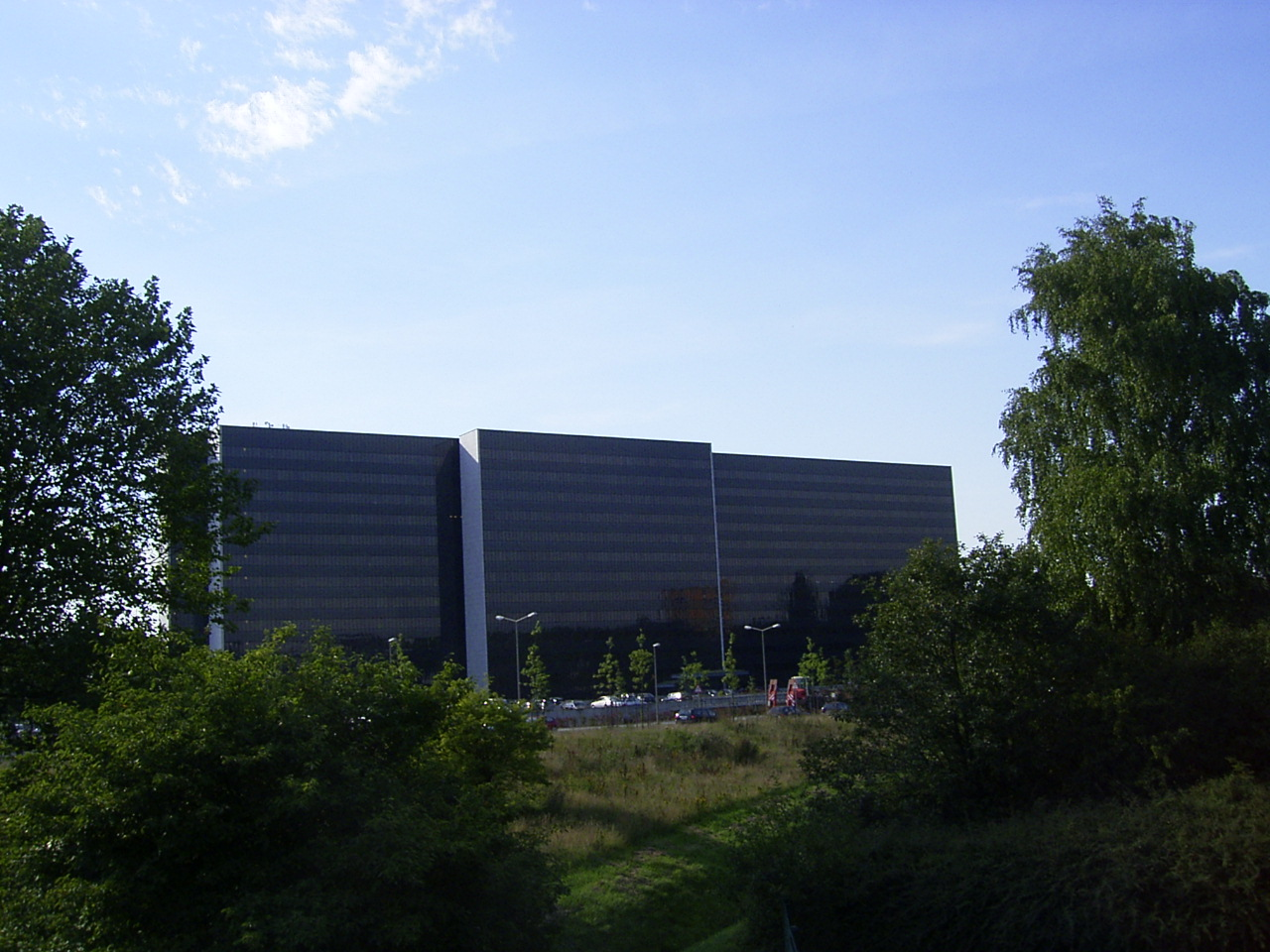
Siège social de Vattenfall Europe).
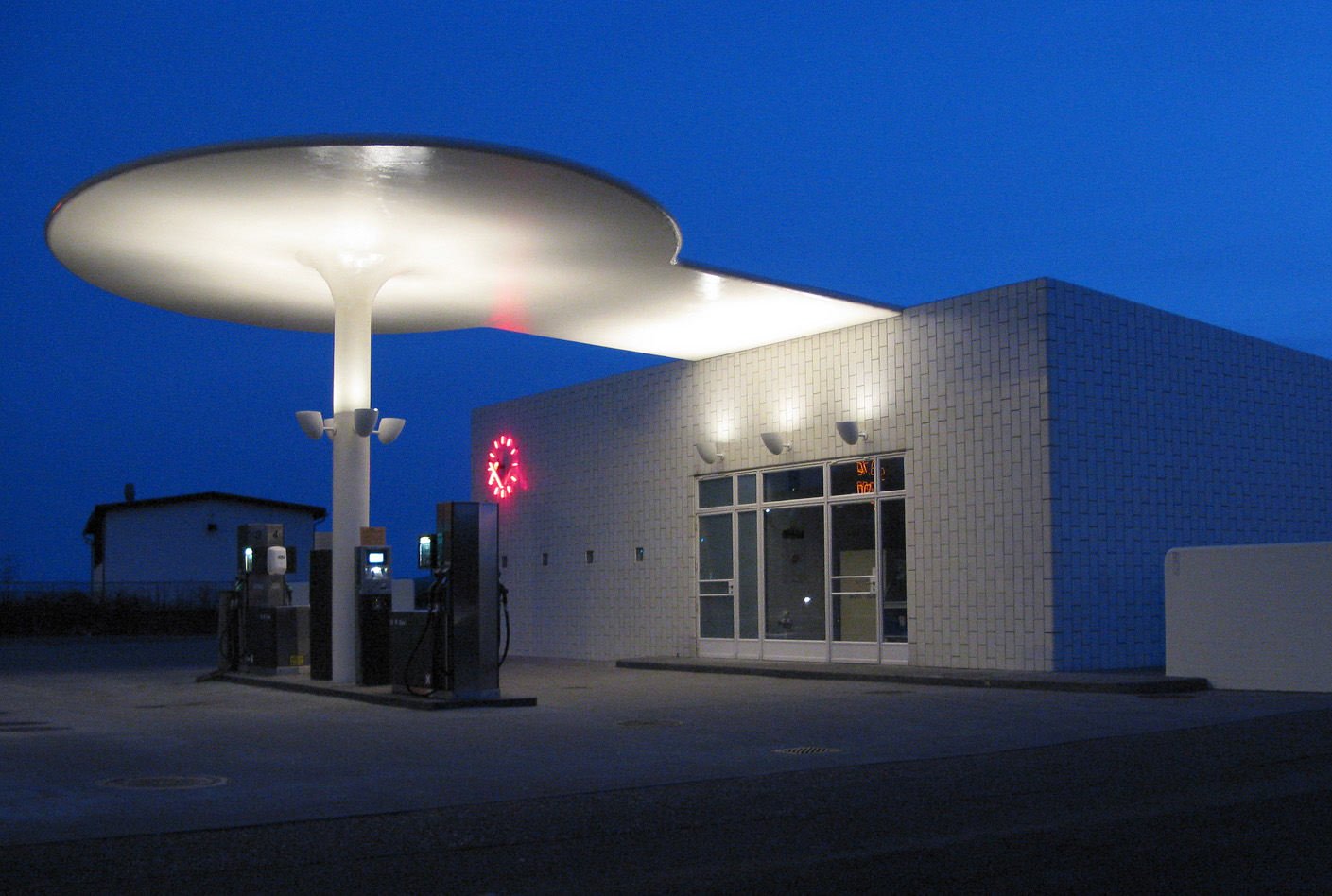
Station-service Texaco, Kystvejen, Skovshoved, 1936.
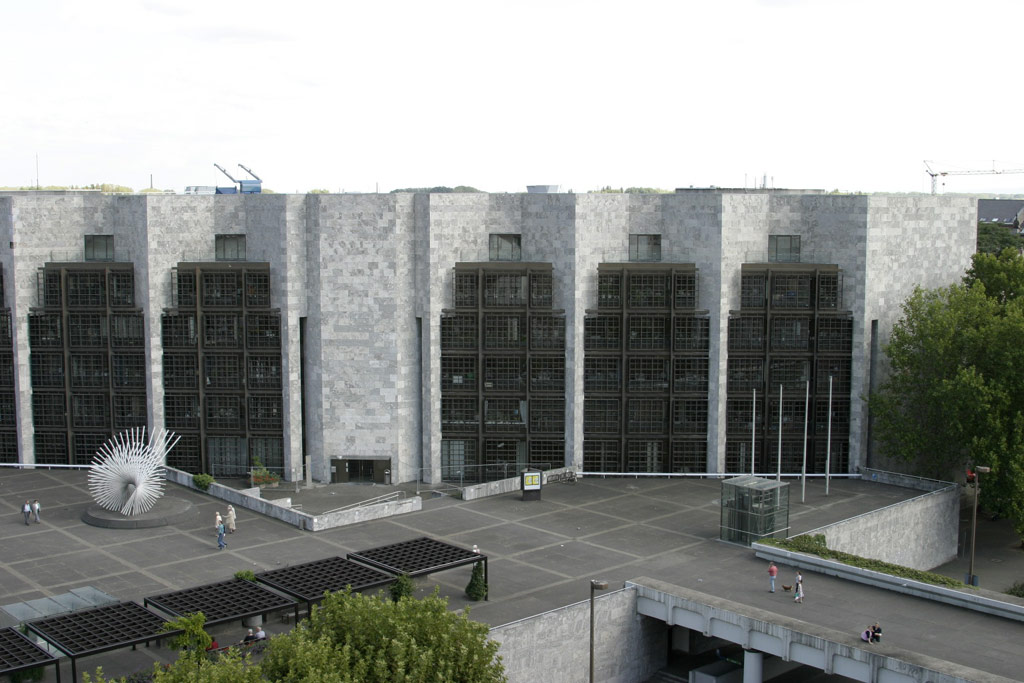
Hôtel de ville de Mayence.
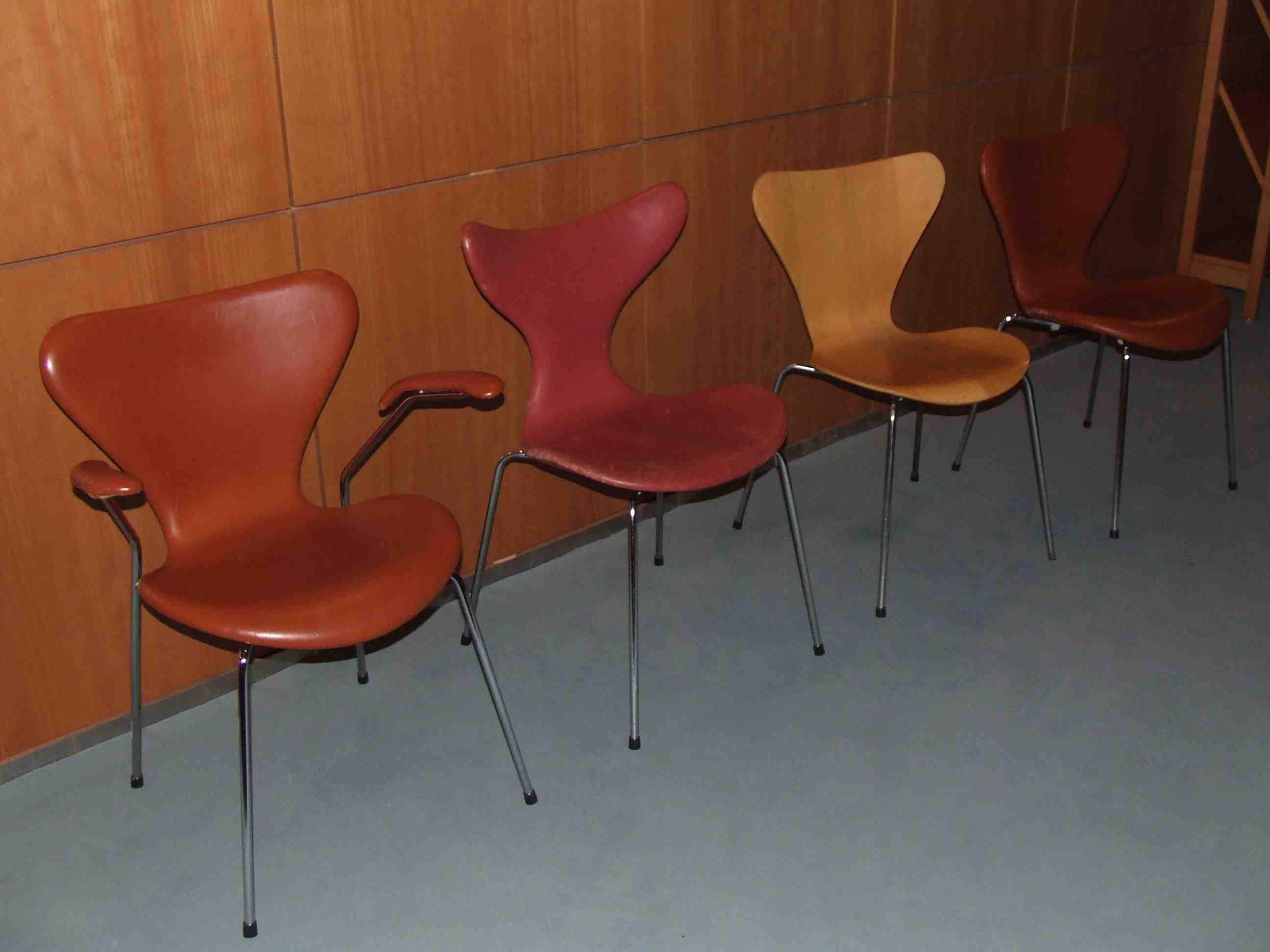
Différents modèles de la gamme Series 7à l'Hôtel de ville de Mayence.
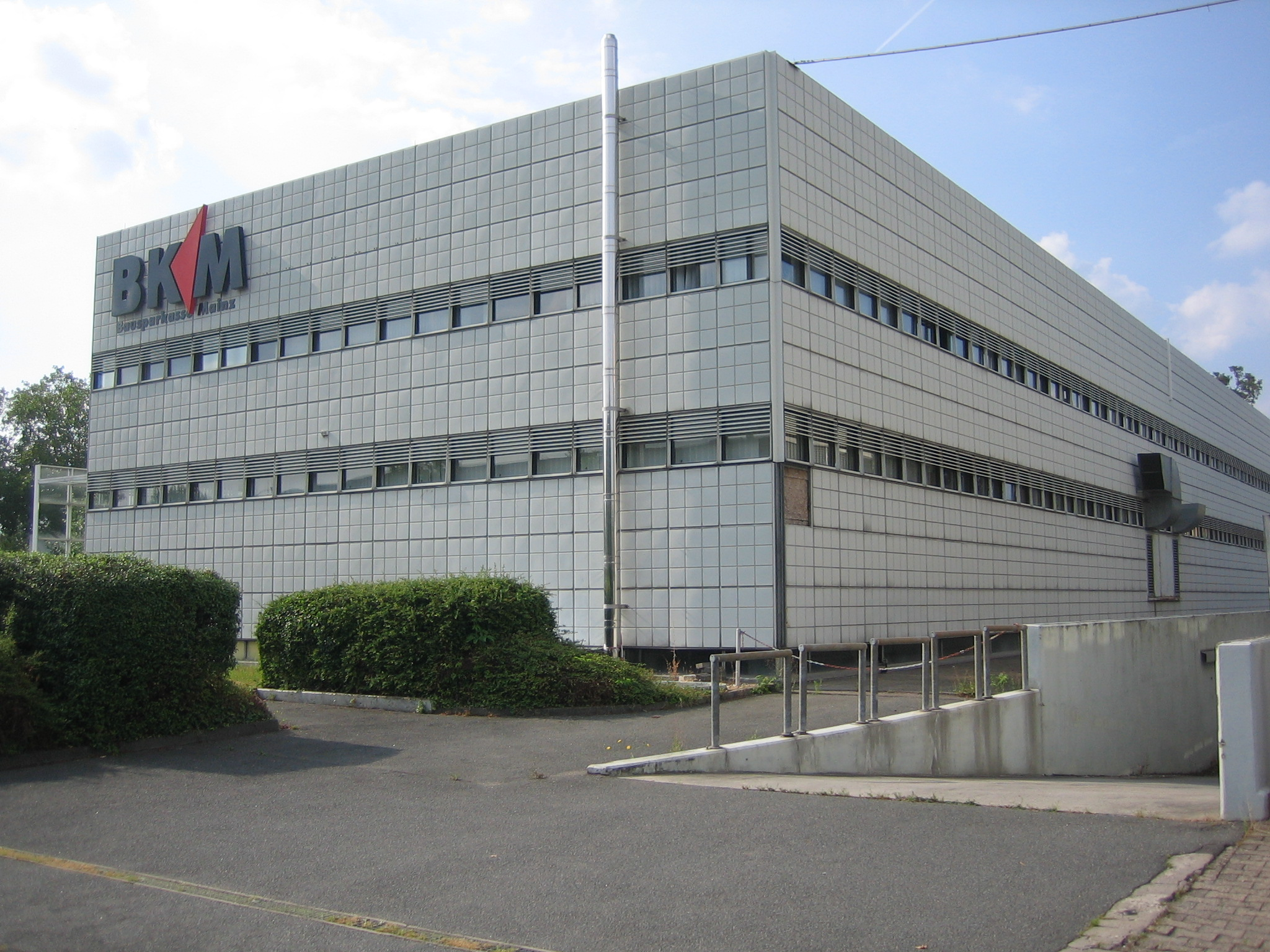
Bâtiment de Novo Nordisk à Mayence.
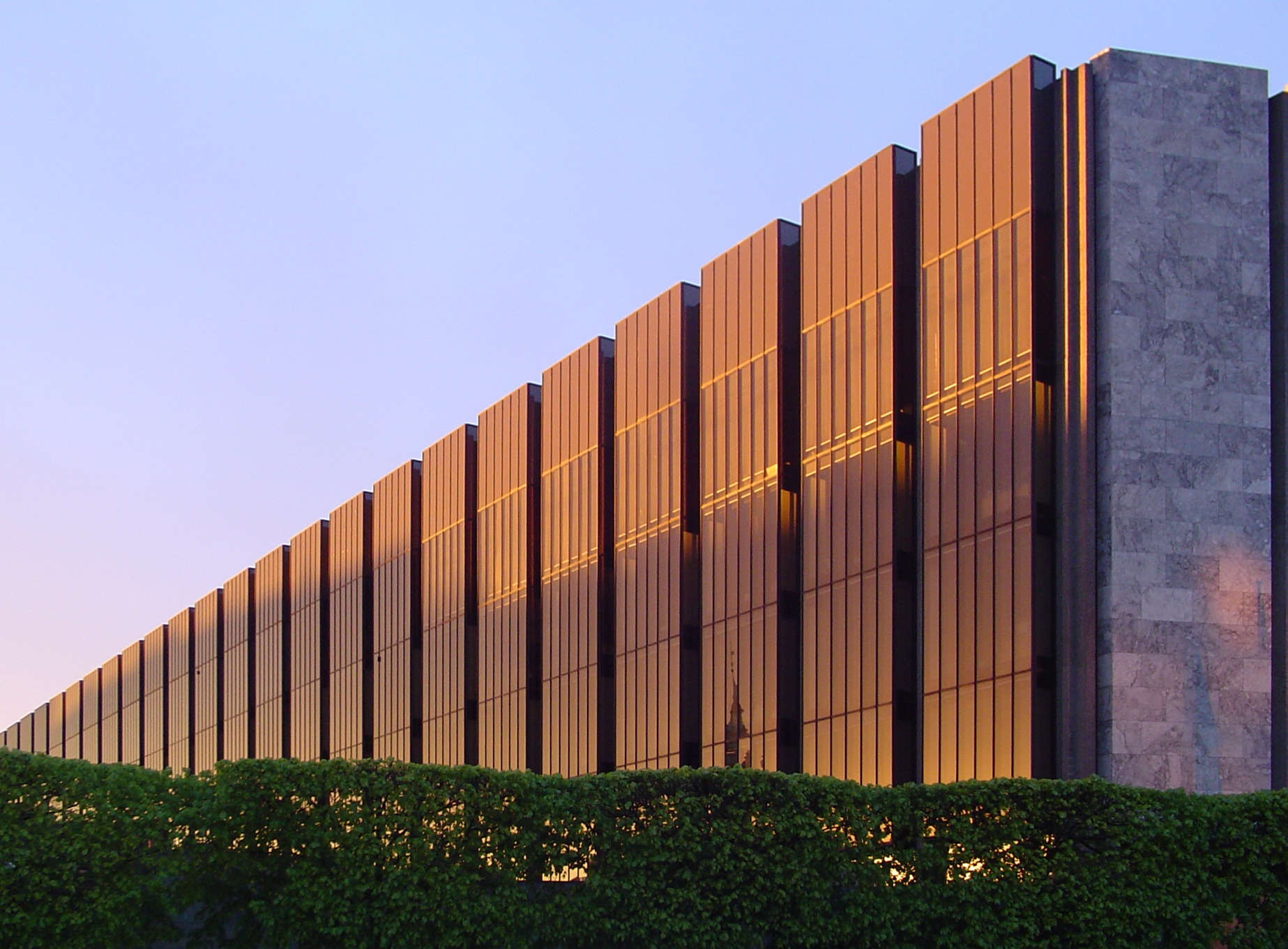
Banque nationale du Danemark, Copenhague, Danemark.
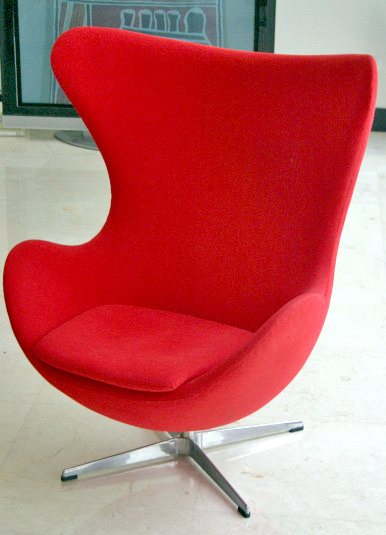
Fauteuil Egg.
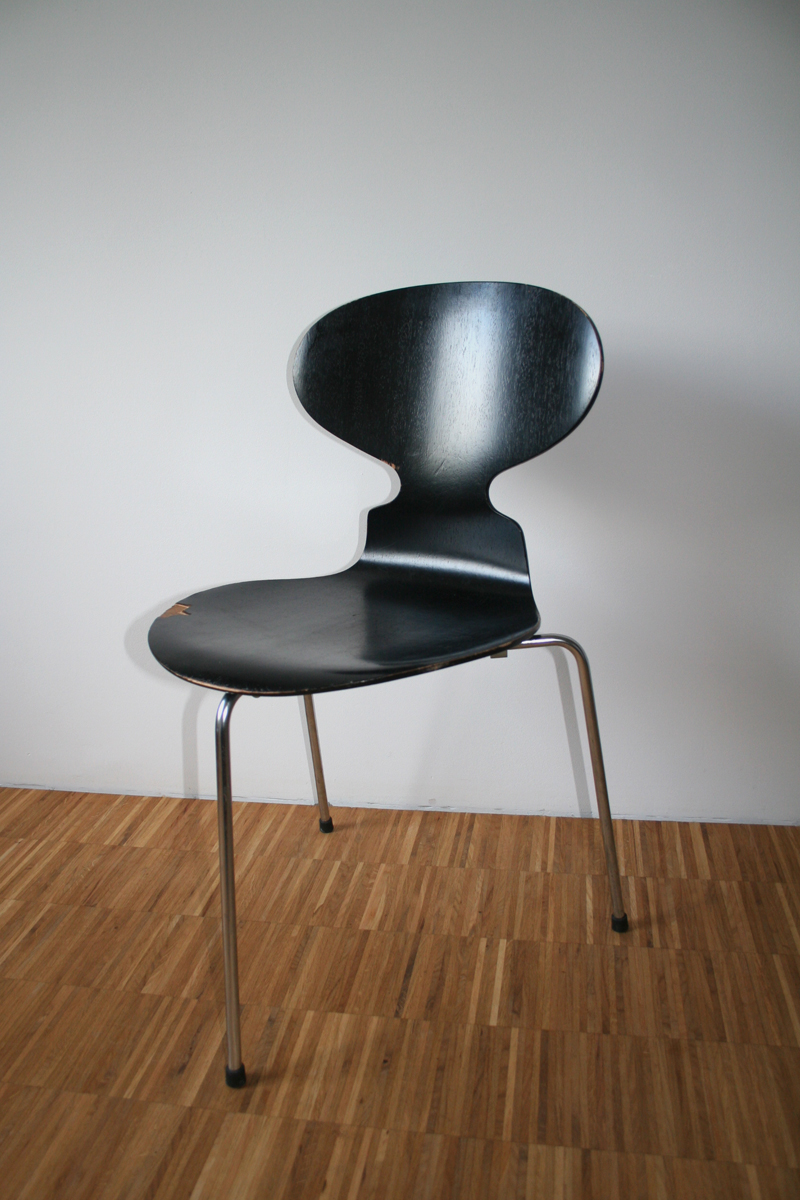
Chaise Fourmi.
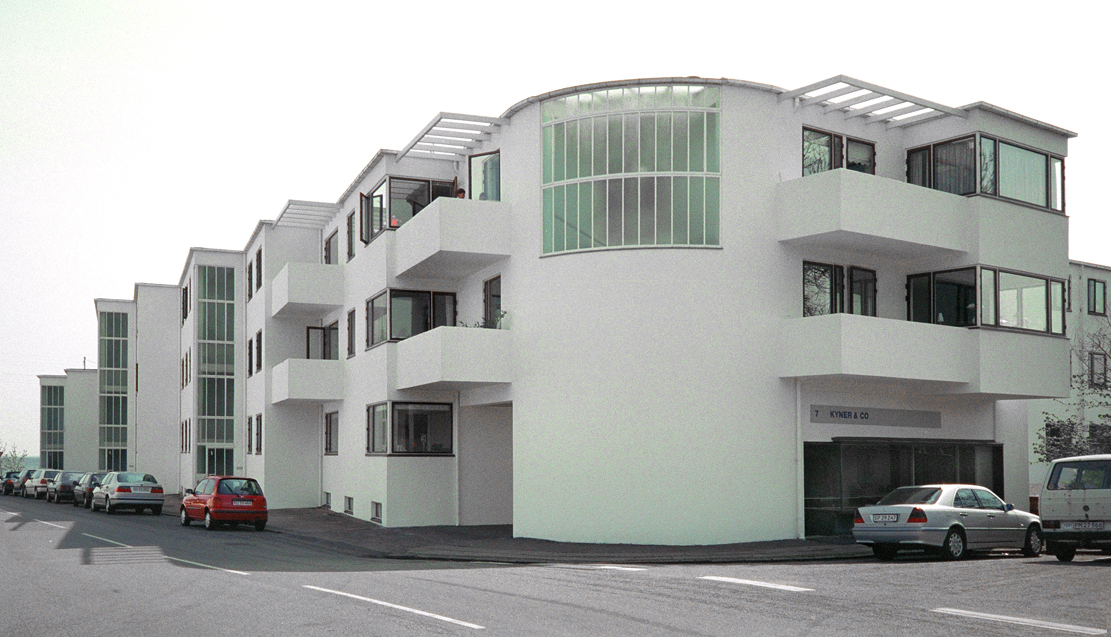
Bellavista, 1934.
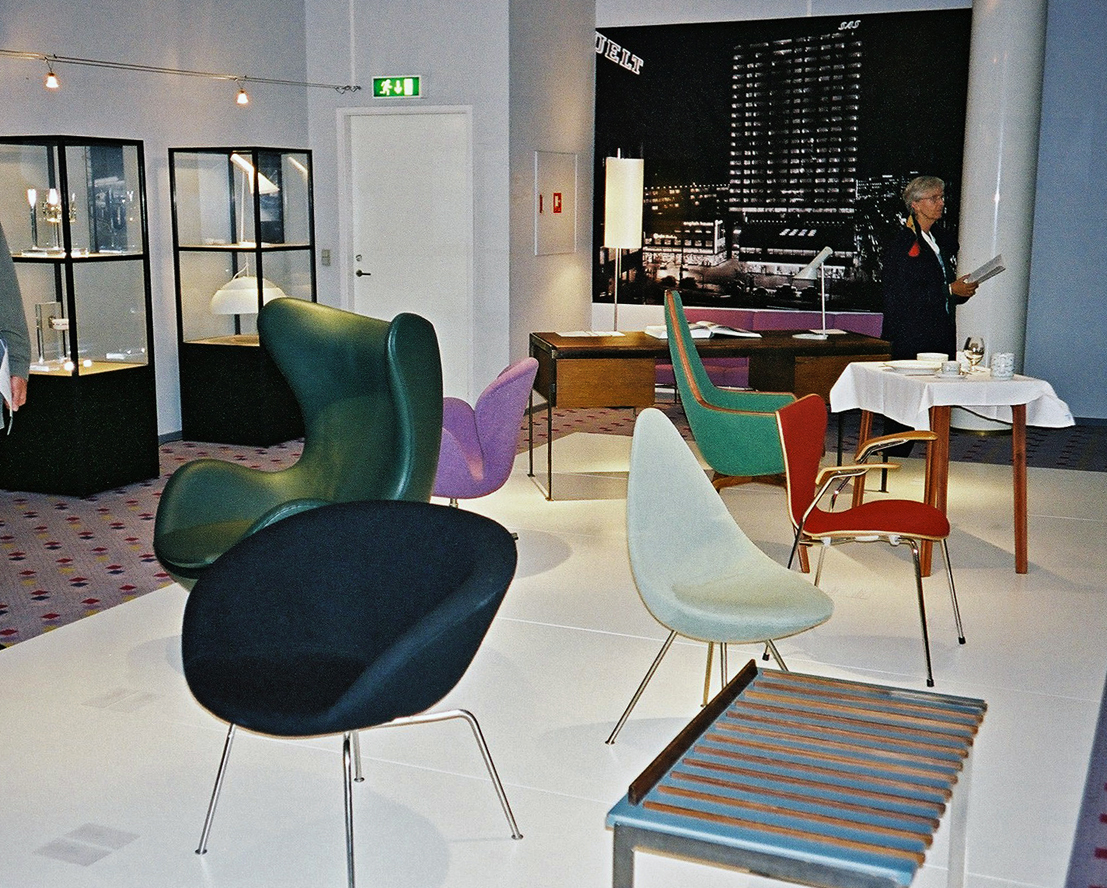
Une exposition avec les meubles d'Arne Jacobsen etc. au SAS Royal Hotel de Copenhague 2000.